# Diana Ross (álbum de 1970)
Diana Ross (lançado raramente também como Ain't No Mountain High Enough) é o primeiro álbum solo de Diana Ross. Foi lançado pela Motown Records em 19 de junho de 1970. Atingiu  #19 Nos Estados Unidos (#1 charts de R&B) e vendeu mais de 500,000 cópias.
O álbum foi o teste definitivo para saber se a líder das Supremes poderia manter uma carreira solo. Com a ajuda do time de compositores-produtores Nickolas Ashford & Valerie Simpson, Ross produziu um álbum de sucesso. Ela fez um trabalho extenso com a dupla, e também incluiu Johnny Bristol, produtor do último single das Supremes, "Someday We'll Be Together". Bristol produziu apenas "These Things Will Keep Me Loving You" e o restante do álbum ficou totalmente nas mãos de Ashford & Simpson.
O primeiro single, "Reach Out and Touch (Somebody's Hand)", vendeu mais de 500,000 cópias nos EUA, porém atingiu apenas  #20 no Billboard Hot 100.
O single seguinte, "Ain't No Mountain High Enough", cover de  Marvin Gaye & Tammi Terrell , atingiu #1 no Hot 100, vendendo aproximadamente 1,245,000 cópias apenas nos EUA. O single ganhou uma nomeação no Grammy por Best Female Pop Vocal Performance. Como resultado do sucesso do single, Diana Ross relançou seu álbum, dessa vez renomeado para Ain't No Mountain High Enough, fazendo com que seu futuro álbum (lançado em 1976) tivesse o seu próprio nome novamente.
O relançamento da edição expandida de 2002 do álbum apresentou uma série de faixas bônus, incluindo quatro inéditas com o produtor do 5th Dimension, Bones Howe. Estes incluíam dois covers de Laura Nyro que seriam posteriormente gravados por Barbra Streisand para seu álbum Stoney End de 1971, bem como "Love's Lines, Angles and Rhymes", que se tornou um sucesso do Fifth Dimension em 1971.
Atualmente, Diana Ross, para um álbum que serviria apenas de teste para uma solista, é amplamente considerado como um de seus melhores trabalhos solo.

## Recepção da Crítica
Diana Ross recebeu críticas geralmente positivas de críticos musicais. Ron Wynn, do AllMusic, deu ao álbum quatro estrelas e meia de cinco, e afirmou que o álbum foi o melhor álbum que ela lançou sob contrato com a Motown, e talvez seu melhor trabalho de todos os tempos, e que provou que ela seria capaz ter sucesso sem The Supremes. O crítico do Village Voice, Robert Christgau, disse que embora houvesse duas ou três boas canções, o resto saiu sem graça e chato, também dizendo que o álbum não envelheceu bem desde o seu lançamento. Em uma crítica positiva, Daryl Easlea da BBC afirmou que apesar da capa do álbum torná-lo mais brando e desinteressante, o álbum e suas canções foram feitos para isso.

## Faixas do álbum
Todas as faixas foram escritas e produzidas por Nickolas Ashford & Valerie Simpson, exceto "These Things Will Keep Me Loving You", escrita por Johnny Bristol/Harvey Fuqua/Sylvia Moy e produzida por Bristol.

### Lançamento original (em LP, K7)
| Lado A |                                         |                                          |         |  |
| N.º    | Título                                  | Compositor(es)                           | Duração |  |
| 1.     | "Reach Out and Touch (Somebody's Hand)" | Nickolas Ashford, Valerie Simpson        | 03:02   |  |
| 2.     | "Now That There's You"                  | Ashford, Simpson                         | 03:27   |  |
| 3.     | "You're All I Need To Get By"           | Ashford, Simpson                         | 03:24   |  |
| 4.     | "These Things Will Keep Me Loving You"  | Harvey Fuqua, Johnny Bristol, Sylvia Moy | 03:06   |  |
| 5.     | "Ain't No Mountain High Enough"         | Ashford, Simpson                         | 06:18   |  |

| Lado B |                                   |                  |         |  |
| N.º    | Título                            | Compositor(es)   | Duração |  |
| 1.     | "Something On My Mind"            | Ashford, Simpson | 02:24   |  |
| 2.     | "I Wouldn't Change the Man He Is" | Ashford, Simpson | 03:15   |  |
| 3.     | "Keep an Eye"                     | Ashford, Simpson | 03:12   |  |
| 4.     | "Where There Was Darkness"        | Ashford, Simpson | 03:12   |  |
| 5.     | "Can't It Wait Until Tomorrow"    | Ashford, Simpson | 03:12   |  |
| 6.     | "Dark Side of the World"          | Ashford, Simpson | 03:08   |  |

### Edição expandida relançada em 2002, com faixas bônus
| N.º | Título                                                 | Duração |  |
| 1.  | "Reach Out and Touch (Somebody's Hand)"                | 3:02    |  |
| 2.  | "Now That There's You"                                 | 3:27    |  |
| 3.  | "You're All I Need to Get By"                          | 3:24    |  |
| 4.  | "These Things Will Keep Me Loving You"                 | 3:06    |  |
| 5.  | "Ain't No Mountain High Enough"                        | 6:18    |  |
| 6.  | "Something on My Mind"                                 | 2:24    |  |
| 7.  | "I Wouldn't Change the Man He Is"                      | 3:15    |  |
| 8.  | "Keep an Eye"                                          | 3:12    |  |
| 9.  | "Where There Was Darkness"                             | 3:12    |  |
| 10. | "Can't It Wait Until Tomorrow"                         | 3:12    |  |
| 11. | "Dark Side of the World"                               | 3:08    |  |
| 12. | "Something on My Mind" (Live)                          | 2:37    |  |
| 13. | "Ain't No Mountain High Enough" (Alternate Mix)        | 6:06    |  |
| 14. | "Now That There's You" (Alternate Vocal Version)       | 3:08    |  |
| 15. | "These Things Will Keep Me Loving You" (Alternate Mix) | 3:13    |  |
| 16. | "Time and Love"                                        | 4:08    |  |
| 17. | "Stoney End"                                           | 3:39    |  |
| 18. | "The Interim"                                          | 4:49    |  |
| 19. | "Love's Lines, Angles and Rhymes"                      | 4:02    |  |

## Ficha Técnica
- Diana Ross: vocais principais
- Nickolas Ashford & Valerie Simpson: produtores, background vocals (faixas A1-A3, A5-B6)
- Johnny Bristol: produtor, vocais adicionais em "These Things Will Keep Me Loving You"
- Paul Riser: arranjos
- The Andantes: background vocals
- Jackey Beavers: background vocals
- Maxine & Julia Waters: background vocals em "These Things Will Keep Me Loving You"
- The Funk Brothers: instrumentação (Todas as faixas)

## histórico dos Singles
- "Reach Out and Touch (Somebody's Hand)" b/w "Dark Side of the World" (Motown 1165, Abril de 1970)
- "Ain't No Mountain High Enough" b/w "Can't It Wait Until Tomorrow" (Motown 1169, 16 de julho 1970)

## Posição nos Charts

### Album
| Nome       | Chart (1970)                    | Maior posição |
| ---------- | ------------------------------- | ------------- |
| Diana Ross | U.S. Billboard 200              | 19            |
| Diana Ross | U.S. Billboard R&B Albums Chart | 1             |
| Diana Ross | UK Albums Chart                 | 14            |

### Singles
| Nome                                    | Chart (1970)               | Maior posição |
| --------------------------------------- | -------------------------- | ------------- |
| "Reach Out and Touch (Somebody's Hand)" | U.S. Billboard Hot 100     | 20            |
| "Reach Out and Touch (Somebody's Hand)" | U.S. Billboard R&B Singles | 7             |
| "Reach Out and Touch (Somebody's Hand)" | UK Singles Chart           | 33            |
| "Ain't No Mountain High Enough"         | U.S. Billboard Hot 100     | 1             |
| "Ain't No Mountain High Enough"         | U.S. Billboard R&B Singles | 1             |
| "Ain't No Mountain High Enough"         | UK Singles Chart           | 6             |